# 후와와

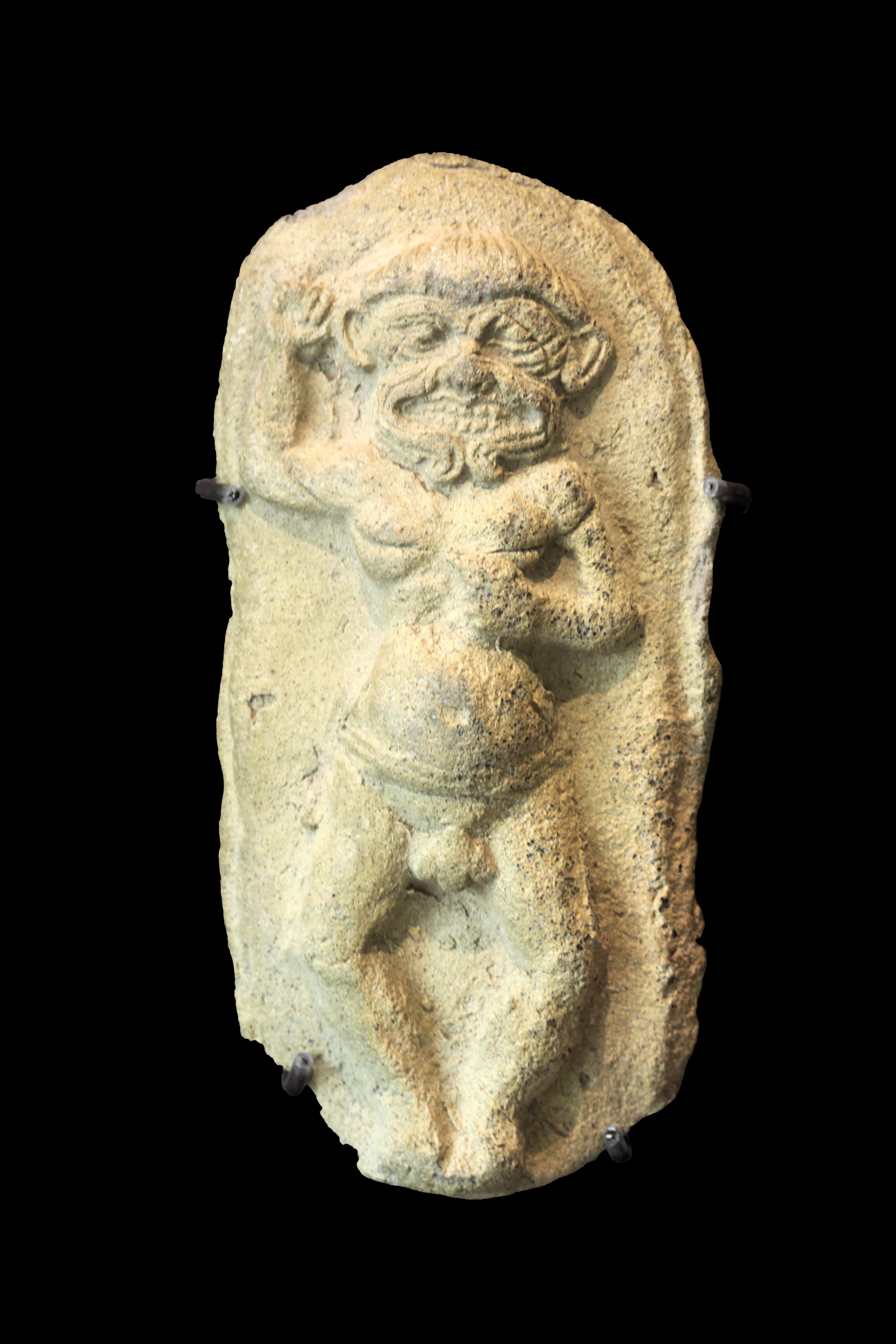

후와와(수메르어: 𒄷𒉿𒉿) 또는 훔바바(아카드어: 𒄷𒌝𒁀𒁀)는 메소포타미아 신화에 나오는 네 발로 걷는 괴물로, 엔릴의 명령으로 삼나무 숲을 지키는 임무를 맡은 숲의 괴물이다. 길가메시 서사시에서 우투의 도움을 받은 길가메쉬와 엔키두에 의해 퇴치당했다.